# ليغا باسكيت الدرجة الأولى
ليغا باسكيت الدرجة الأولى أو دوري كرة السلة الدرجة الأولى هي البطولة الأعلى تنافساً في كرة السلة للمحترفين في إيطاليا. يجري فيها التنافس على البطل الوطني. يتكون الموسم من 30 مباراة ذهاب وإياب تليها جولة فاصلة من ثمانية فرق.